# Escape (program telewizyjny)
Escape – Jeden z najpopularniejszych w historii polskiej telewizji magazynów o grach komputerowych, emitowany przez telewizję Polonia 1 w latach 1996–1998. 
Pierwszy odcinek został wyemitowany na przełomie czerwca/lipca 1996 roku w czwartek o 21.30. Pierwotną inspiracją dla programu był brytyjski "Games World", jednak z powodu ograniczonych środków finansowych postanowiono zminimalizować formę. Problemem dla twórców było znalezienie sponsora, ponieważ większość polskich wydawców nie była pozytywnie nastawiona do projektu. Jedynie Marek Jutkiewicz, właściciel Bobmark International zajmującego się dystrybucją konsol Pegasus i Sega, dostrzegł potencjał nowo powstającego programu i zgodził się na inwestycję w zamian za recenzowanie i emitowanie reklam nowej 32-bitowej Sega Saturn. Po nim dołączyli kolejni sponsorzy tacy jak IPS Computer Group, Mirage Media, MarkSoft, CD Projekt i Licomp Empirical Multimedia. Program został bardzo dobrze przyjęty przez widzów jednak już parę miesięcy po starcie miał pierwsze problemy w postaci wyłączyła nadajniki na miesiąc przez Polonia 1. Poskutkowało to odejściem głównego sponsora - przedsiębiorstwa Bobmark, jednak po wznowieniu emisji znaleziono dwóch kolejnych - Optimus oraz American Computer and Games (dystrybutor Nintendo na Polskę). Po względnej poprawie nastąpił kryzys na polskim rynku gier a program zaczął zarabiać coraz mniejsze pieniądze co poskutkowało jego zakończeniem w 1998 roku.
Autorami byli ówcześni redaktorzy nieistniejącego już pisma o grach komputerowych "Top Secret", a lektorem był Tomasz Knapik. Pierwszym reżyserem programu był Emil "Emilus" Leszczyński, zastąpiony później przez jego brata - Piotra "Kruka" Leszczyńskiego. Producentem "Escape" od początku do końca był Konrad "kolega kierownik" Kwiatkowski, później przygotowujący programy dla innych stacji, m.in. "Uwaga! Pirat" dla TVN Turbo. W każdym odcinku prezentowane były opisy nowości ze świata gier komputerowych w formie materiału filmowego. Ponadto pojawiały się relacje z ważniejszych imprez branżowych, a w późniejszym okresie - prezentowano także ciekawe strony internetowe. 